# István Kovács (árbitro)
István Kovács (Carei -16 de setembro de 1984) é um árbitro de futebol profissional romeno que atua principalmente na Liga I. Ele é internacional pleno da FIFA desde 2010 e é classificado como árbitro de categoria de elite da UEFA. Ele é descendente de húngaros.
Foi selecionado para o Euro 2020 ao lado de seu compatriota Ovidiu Hațegan. Ele comandou um jogo da fase de grupos entre Holanda e Macedônia do Norte.
Apitou a primeira mão da semifinal da UEFA Champions League entre Manchester City e Real Madrid, que o time inglês venceu por 4–3. Após boa atuação, foi elogiado pela mídia principalmente pela vantagem concedida antes do gol de Bernardo Silva. Como recompensa, o Comitê de Arbitragem da UEFA o escolheu para arbitrar a final da UEFA Europa Conference League de 2022.
Em 25 de maio de 2022, Kovács comandou a final da UEFA Europa Conference League de 2022 entre AS Roma e Feyenoord, a primeira final desta competição. 
István Kovács foi nomeado para a Copa do Mundo FIFA de 2022, junto com seus compatriotas, os árbitros assistentes Vasile Marinescu e Mihai Artene.
Em 19 de janeiro de 2023, Kovács arbitrou a final da 25ª Copa do Golfo Pérsico entre Iraque e Omã. 
Arbitrou a semifinal do Mundial de Clubes, entre Flamengo e Al Hilal.
Arbitrou a Final da Liga Europa da UEFA de 2023–24.
Arbitrou a Final da Liga dos Campeões da UEFA de 2024–25.